# Готтшед, Луиза
Луиза Готтшед (нем. Luise Adelgunde Victorie Gottsched, 11 апреля 1713 — 26 июня 1762) — немецкая поэтесса, драматург, эссеистка и переводчица. Часто упоминается как одна из основателей современного немецкого театра комедии.

## Биография
Родилась в семье врача, с раннего возраста обучалась иностранным языкам и искусствам. При жизни считалась одной из самых интеллектуальных и умнейших женщин Европы и своего времени. Была замужем за Иоганном Кристофером Готтшедом. Луиза познакомилась с ним, послав ему одну из своих работ, которая его впечатлила и привела к долгой переписке, закончившейся их браком. После свадьбы Луиза продолжила писать и публиковаться. Она также помогала мужу в его литературных трудах : вела переписку, помогала собирать библиотеку, переводила для него книги и журнальные статьи с разных европейских языков. Также она самостоятельно проводила исследования и подготавливала материалы для некоторых крупных работ мужа. Её собственная работа, посвящённая немецкой поэзии, не получила широкого распространения, так как ни один издатель не соглашался напечатать книгу, написанную женщиной. Однако её комедии имели успех, хотя и были опубликованы без указания авторства.